# ناکورو
ناکورو (به انگلیسی: Nakuru) شهری در استان ریفت والی واقع در کشور کنیا است که در سال ۱۹۹۹ میلادی ۲۱۹٫۳۶۶ نفر جمعیت داشته و جمعیت آن در سال ۲۰۰۵ میلادی به ۲۷۶٫۲۶۳ نفر رسیده‌است.